# ライフ・ジャーニー
『ライフ・ジャーニー』（Life Journey）は、アメリカ合衆国のシンガーソングライター、レオン・ラッセルが2014年に発表したスタジオ・アルバム。

## 背景
収録曲の大部分はカヴァーで、「ビッグ・リップス」と「ダウン・イン・ディキシーランド」のみラッセル自身のオリジナル新曲である。
過去にラッセルとのコラボレーション・アルバム『ザ・ユニオン』を発表したエルトン・ジョンが、エグゼクティブ・プロデューサーを務めた。また、ラッセルのアルバムとしては初めてトミー・リピューマがプロデューサーに起用されたが、ラッセル自身はリピューマについて「45年来の知り合い」と語っており、また、リピューマはジョージ・ベンソンのヒット・シングル「マスカレード」（ラッセルの曲のカヴァー）をプロデュースしたこともある。

## 反響・評価
アメリカでは、2014年4月19日付のBillboard 200で164位となるが、翌週にはチャート圏外に落ちた。Stephen Thomas Erlewineはオールミュージックにおいて5点満点中4点を付け「いずれも賑やかな"Big Lips"と"Down in Dixieland"という2曲のオリジナルからも分かるように、ラッセルは優れたソングライターだが、彼は同時に、様々な曲を自分のスウィングしているピアノと、ゆったりとした物憂げな声に合うよう手心を加えるのに長けたスタイリストでもある」「聴いていて楽しい作品で、ラッセルがシェルター・レコード時代に発揮したマジックの大部分を、妙に細かくなることなく取り戻している」と評している。

## 収録曲
1. カモン・イン・マイ・キッチン - "Come On in My Kitchen" (Robert Johnson) - 2:20
2. ビッグ・リップス - "Big Lips" (Leon Russell) - 3:12
3. ジョージア・オン・マイ・マインド - "Georgia on My Mind" (Hoagy Carmichael, Stuart Gorrell) - 4:52
4. ラッキー・オールド・サン - "That Lucky Old Sun" (Beasley Smith, Haven Gillespie) - 4:09
5. フィーヴァー - "Fever" (Eddie Cooley, John Davenport) - 4:19
6. シンク・オブ・ミー - "Think of Me" (Mike Reid) - 3:28
7. アイ・ゴット・イット・バッド・アンド・ザット・エイント・グッド - "I Got It Bad and That Ain't Good" (Edward Kennedy Ellington, Paul Francis Webster) - 4:29
8. ザ・マスカレード・イズ・オーヴァー - "The Masquerade Is Over" (Allie Wrubel, Herb Magidson) - 5:44
9. アイ・リアリー・ミス・ユー - "I Really Miss You" (Paul Anka) - 4:12
10. ニューヨーク・ステイト・オブ・マインド - "New York State of Mind" (Billy Joel) - 5:27
11. フールズ・パラダイス - "Fool's Paradise" (Bob Geddins, David Rosenbaum, Johnny Fuller) - 2:54
12. ダウン・イン・ディキシーランド - "Down in Dixieland" (L. Russell) - 3:07

## 参加ミュージシャン
- レオン・ラッセル - ボーカル、ピアノ
- クリス・シモンズ - スライド・ギター(on #1, #2, #5, #12)
- グラハム・デクター - アコースティック・ギター(on #3, #7, #10)
- ロベン・フォード - ギター(on #4, #11)
- グレッグ・リース - ペダル・スティール(on #4, #6, #9)
- ヒュー・マクラッケン - ギター・ソロ(on #10)
- ラリー・ゴールディングス - ハモンドオルガン(on #4, #5, #6, #9)
- ウィリー・ウィークス - ベース(on #1, #2, #4, #5, #11, #12)
- クリストフ・ルーティ - ベース(on #3, #7, #10)
- ジョン・クレイトン - ベース(on #6, #8, #9)、指揮(on #3, #7, #10, #12)
- エイブラハム・ラボリエル・ジュニア - ドラムス(on #1, #2, #4, #5, #11, #12)
- ジェフ・ハミルトン - ドラムス(on #3, #6, #7, #8, #9, #10)
- ジェフ・クレイトン - アルト・サクソフォーン、クラリネット(on #3, #7, #10)
- キース・フィドモント - アルト・サクソフォーン(on #3, #7, #10)
- リッキー・ウッダード、チャールズ・オーウェンズ、リー・カレット - テナー・サクソフォーン(on #3, #7, #10)
- ビヨン・ワトソン、サル・クラッチオロ、ギルバート・カステラーノス、クレイ・ジェンキンス、ジェイムズ・フォード - トランペット(on #3, #7, #10)
- アイラ・ネパス - トロンボーン(on #3, #7, #10, #12)
- ジョージ・ボハノン、ライアン・ポーター - トロンボーン(on #3, #7, #10)
- モーリス・スピアーズ - バストロンボーン(on #3, #7, #10)
- ダレル・レナード - トランペット、フリューゲルホルン(on #12)
- ジェイムズ・ゴードン - クラリネット(on #12)
- アラン・ブロードベント - ストリングス・アレンジ(on #8, #9)
- Elena Barere - コンサートマスター(on #8, #9)
- ウィリアム・カントス、アルヴィン・チーア、ペリー・モーガン、ルイ・プライス - バックグラウンド・ボーカル(on #4, #5)